# Henri Callot
Eugène Henri Callot (La Rochelle, 1875. december 20. – Párizs 14. kerülete, 1956. december 22.) olimpiai ezüstérmes francia tőrvívó.

## Sportpályafutása
A legelső újkori nyári olimpián, az 1896. évi nyári olimpiai játékokon, Athénban indult vívásban, egy versenyszámban: tőrvívásban olimpiai ezüstérmes lett. A döntőben kikapott honfitársától, Eugène-Henri Gravelotte-tól.
Klubcsapata az Union des Sociétés Françaises de Sports Athlétiques volt.